# Wietnamczycy w Ameryce Północnej

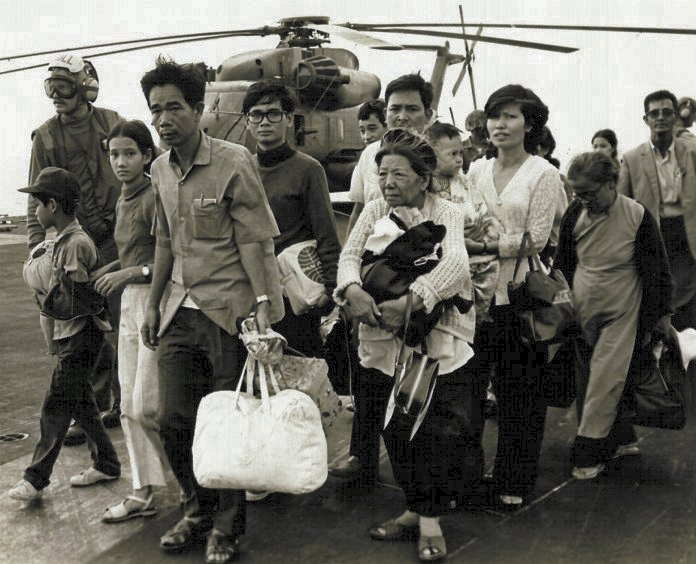
Wietnamczycy ewakuowani przez armię amerykańską w ramach operacji "Frequent Wind"

Wietnamczycy w Ameryce Północnej.

## Stany Zjednoczone Ameryki
Tak zwani Vietnamese Americans, czyli mieszkańcy USA – Wietnamczycy i osoby pochodzenia wietnamskiego. Według spisu powszechnego z roku 2000 w Stanach jest 1.122.528 ludzi, którzy identyfikują się jako Wietnamczycy, a 1.223.736 osób jest mieszanej narodowości z częścią wietnamskiej. 39,8% z nich mieszka w Kalifornii, a 12% w Teksasie. Kalifornijskie hrabstwo Orange jest największym skupiskiem Wietnamczyków na świecie poza samym Wietnamem (135.548). Biznes wietnamski kwitnie w tzw. Little Saigon (Mały Sajgon) w Westminster i Garden Grove. W stanach takich, jak Luizjana, Pensylwania, Illinois, Minnesota, Waszyngton i Wirginia bardzo szybko wzrasta populacja wietnamskich imigrantów.

## Kanada
Wietnamczycy zaczęli przybywać do Kanady jako uchodźcy po wojnie wietnamskiej na przełomie lat 70. i 80. Wielu z nich zostało otoczonych opieką kościołów w Ontario i osiedlonych w południowym Ontario i Vancouver w Kolumbii Brytyjskiej. W latach 1975–85 do Kanady przybyło 110 tys. Wietnamczyków (23 tys. osiedliło się w Ontario, 13 tys. w Quebecu, 8 tys. w Albercie, 7 tys. w Kolumbii Brytyjskiej, 5 tys. w Manitoba, 3 tys. w Saskatchewan i 2 tys. na wyspach). W latach 80. i 90. imigrowali etniczni Chińczycy z Południowego Wietnamu (Ho Chi Minh, zamieszkali w Toronto, Montrealu i ich okolicach. W Toronto skupiają się głównie w Chinatown w okolicach Spadina Avenue i Dundas Street West i we wschodnim Mississauga.
W Toronto działa firma Thời Báo, wydająca gazetę i nadająca telewizję. Działa tam 19 supermarketów (często chińsko-wietnamskich).